# Lamborghini DL30-N
Il Lamborghini DL30-N è un modello di trattore agricolo prodotto dalla Lamborghini Trattori Agricoli di Cento dal 1956 al 1960.
A differenza dei modelli precedenti, i quali montavano un motore di derivazione tedesca (MWM) o in casi più rari l'inglese Perkins o l'italiano Lombardini, il DL30-N (derivato del DL30) fu tra i primi trattori agricoli con motore "marcato" Lamborghini, bicilindrico, da 1810 cm³ di cilindrata, in parte rivisto (alesaggio portato a 98 mm) per ottenere una potenza di circa 30 hp.

Lamborghini DL30-N del 1959. Fotografato nelle campagne ferraresi

Dotato di avviamento elettrico, dinamo, pompa carburante e candelette di marca Bosch, sollevatore idraulico a richiesta e bloccaggio del differenziale di serie (inseribile tramite apposito pedale e caratteristica che distingueva la serie -N), raffreddamento a liquido con pompa, filtro dell'aria a bagno d'olio e fari marcati ELMA 1955. Gommato Pirelli e con cerchietto fari anteriori cromato.
Registrati all'UMA solamente 21 esemplari, in colorazione originale grigia e rossa con dettagli neri.